# Phloeonomus sjobergi
Phloeonomus sjobergi är en skalbaggsart som beskrevs av Embrik Strand 1937. Phloeonomus sjobergi ingår i släktet Phloeonomus, och familjen kortvingar. Arten är reproducerande i Sverige.